# 무주초등학교
무주초등학교는 대한민국 전북특별자치도 무주군 무주읍 향한로 43에 있는 공립 초등학교이다.

## 학교 연혁
- 1909년 9월 3일, 차산리 출신 황종경(黃鍾)이 사재를 들여 무주향교 명륜당에 '사립(私立) 명륜학교(明倫學校)' 개교
- 1911년 5월 1일, 사립 보통학교 인가 신청
- 1911년 6월 23일, 무주사립보통학교로 인가를 받음 (정식 개교)
- 1912년 1월 21일, 무주공립보통학교 설립 신청 (4월 29일 인가 받음)
- 1912년 6월 27일, 무주공립보통학교(茂朱公立普通學校)로 개칭 (2학급 31명, 수학 기간 4년)
- 1913년 3월 25일, 제1회 졸업생 배출 (7명)
- 1921년 4월 1일, 6년제로 변경 (5학급 편성)
- 1935년 1월 1일, 신축 학사(學舍) 완공 (현재 학교 소재지로 이전)
- 1938년 4월 1일, 무주제일공립심상소학교(茂朱公立第一尋常小學校)로 개칭
- 1941년 4월 1일, 무주공립동국민학교(茂朱公立東國民學校)로 개칭 : 국민학교령(國民學校令) 시행
- 1947년 1월 24일, 무주공립국민학교(茂朱公立國民學校)로 개칭
- 1947년 3월 6일, 용포분교장(龍浦分敎場) 설립 (1963년 4월 8일에 옥포(용포)국민학교로 승격 분리)[1]
- 1947년 3월 10일, 장백분교장(長白分敎場) 설립
- 1947년 4월 12일, 내도분교장(內島分敎場) 설립 (1953년 4월 30일에 내도국민학교로 승격 분리)[2]
- 1960년 4월 5일, 대차분교장(大車分敎場) 설립 (1993년 3월 1일 폐교되어 본교로 편입)
- 1962년 5월 27일, 가옥분교장(佳玉分敎場) 설립 (1963년 4월 8일에 옥포초등학교로 이관)[3]
- 1967년 3월 1일, 오산분교장(吾山分敎場) 설립 (1972년 3월 1일에 장오(무주동)국민학교로 승격 분리)
- 1967년 3월 1일, 무주중앙국민학교 분리 (무주초등학교 12학급 분리)
- 1969년 9월 3일, 개교 60주년 기념 행사
- 1973년 3월 5일, 전도분교장(前島分敎場) 설립 (1991년 3월 1일 폐교되어 본교로 편입)
- 1981년 1월 18일, 특수학급 1학급 편성
- 1981년 3월 9일, 병설유치원 개원
- 1995년 3월 1일, 14학급 477명 재학
- 1996년 3월 1일, 무주초등학교(茂朱初等學校)로 개칭
- 1999년 3월 1일, 13학급 424명 재학
- 2000년 3월 1일, 13학급 435명 재학
- 2004년 3월 1일, 13학급 305명 재학
- 2008년 3월 1일, 13학급 251명 재학
- 2009년 9월 3일, 개교 100주년 기념 행사
- 2012년 2월 15일, 제100회 졸업생 43명 배출 (개교 이래 졸업생 12,233명 배출)
- 2012년 3월 1일, 12학급 228명 재학
- 2012년 8월 31일, 병설유치원 폐원
- 2013년 3월 1일, 12학급 223명 재학
- 2015년 2울 13일, 제103회 졸업생 30명 배출 (개교 이래 졸업생 12,346명 배출)

## 역대 교장
- 1912.07.02 제1대「시게지 데루이(重枝照衛)」교장 부임 (1912. 7. 2 - 1921. 3.29)
- 1921.04.06 제2대「岡本護童」교장 부임
- 1922.04.06 제3대「호리노부로(堀昇)」교장 부임
- 1925.03.31 제4대「柿原幹太郞」교장 부임
- 1927.01.19 제5대「黑川漸」교장 부임
- 1931.03.31 제6대「日比弘」교장 부임
- 1934.09.21 제7대「노마지 다미오(野町民雄)」교장 부임 (1934. 9.21 - 1939. 3.16)
- 1939.03.31 제8대「近藤林平」교장 부임
- 1941.03.31 제9대「후류간 도시오(古閑俊男)」교장 부임
- 1943.03.31 제10대「眞本雄次郞」교장 부임
- 1944.03.26 제11대「의가사 겐꼬(衣笠源吾)」교장 부임 (1944. 3.26 - 1945. 8.15)
- 1945.10.31 제12대 임종성 교장 부임
- 1947.01.24 제13대「김환형」교장 부임
- 1954.07.10 제14대「조창주」교장 부임
- 1958.09.15 제15대「김환형」교장 부임
- 1970.10.01 제16대「조용만」교장 부임
- 1972.04.01 제17대「신민철」교장 부임
- 1976.09.01 제18대「황선기」교장 부임
- 1981.03.26 제19대 이주희 교장 부임
- 1986.09.01 제20대 신용우 교장 부임
- 1989.09.01 제21대 하달수 교장 부임
- 1992.09.01 제22대 백성식 교장 부임
- 1995.03.01 제23대 오세진 교장 부임
- 1999.03.01 제24대 이인래 교장 부임
- 2000.09.01 제25대 임종윤 교장 부임
- 2004.03.01 제26대 이정세 교장 부임
- 2008.09.01 제27대 김종철 교장 부임
- 2013.03.01 제28대 조용현 교장 부임